# Michael Gier
Michael Gier (født 19. juli 1967 i Goldach, Schweiz) er en schweizisk tidligere roer og olympisk guldvinder, bror til Markus Gier.
Gier vandt guld i letvægtsdobbeltsculler ved OL 1996 i Atlanta sammen med sin lillebror Markus Gier. Det var første gang nogensinde disciplinen var på det olympiske program. Schweizerne vandt guld efter en finale, hvor Holland fik sølv, mens New Zealand tog bronzemedaljerne. Brødrene deltog i samme disciplin ved OL 2000 i Sydney, hvor de dog kun blev nr. 5.
Gier vandt desuden en VM-guldmedalje i letvægtsdobbeltsculler ved VM 1995 i Tampere, Finland.

## OL-medaljer
- 1996:  Guld i letvægtsdobbeltsculler